# Mei 2002
Dit artikel geeft een chronologisch overzicht van alle belangrijke gebeurtenissen per dag in de maand mei van het jaar 2002.

## Gebeurtenissen

### 3 mei
- Nintendo GameCube wordt in Europa uitgebracht voor een prijs van 219 euro. Bij de launch behoorden 20 titels beschikbaar te zijn.

### 6 mei
- Na een radio-interview op het mediapark in Hilversum wordt de politicus Pim Fortuijn doodgeschoten. Zie ook Moord op Pim Fortuyn.
- Beëdiging van Marc Ravalomanana als president van Madagaskar.
- Jean-Pierre Raffarin wordt premier van Frankrijk.
- Peter Ebdon wint het WK snooker voor de eerste keer in zijn carrière. In de finale is hij met 18-17 te sterk voor zevenvoudig winnaar Stephen Hendry.

### 7 mei
- Koningin Elizabeth II van Groot-Brittannië onthult in Newcastle upon Tyne een standbeeld van de rooms-katholieke aartsbisschop van Westminster kardinaal George Basil Hume.

### 12 mei
- Michael Schumacher wint de Formule 1 Grand Prix gereden in Oostenrijk door Rubens Barrichello in de laatste 100 meter in te halen.

### 8 mei
- Feyenoord wint de UEFA Cup door Borussia Dortmund in de finale met 3-2 te verslaan.

### 14 mei
- Isabella van Vollenhoven, oudste kind van prins Bernhard en prinses Annette, wordt geboren. Het kind bezit geen adellijke titel.

### 15 mei
- Bij de Tweede-Kamerverkiezingen in Nederland behaalde de Lijst Pim Fortuyn 26 zetels en ook het CDA wint fors. Zo'n 90 procent van de kiezers stemt elektronisch via een stemmachine of -computer. In onder meer Amsterdam wordt de keuze nog met het rode potlood vastgelegd.
- Real Madrid wint de Champions League. In de finale in Glasgow is de Spaanse voetbalclub met 2-1 te sterk voor het Duitse Bayer Leverkusen.

### 19 mei
- De gebroeders Van der Geest vertegenwoordigen Nederland zeer succesvol op het EK judo in Maribor. Dennis van der Geest wint in de open klasse, zijn broer Eelco wint het goud in de klasse tot 100 kilogram.
- Een Palestijnse zelfmoordaanslagpleger neemt verkleed als soldaat twee mensen mee de dood in.
- Het Nederlands voetbalelftal wint in Foxborough met 2-0 van de Verenigde Staten in een vriendschappelijk duel. Doelpuntenmakers voor Oranje zijn Roy Makaay en debutant Andy van der Meijde.

### 20 mei
- Oost-Timor wordt weer onafhankelijk van Indonesië.

### 22 mei
- Paus Johannes Paulus II brengt een tweedaags bezoek aan Azerbeidzjan.

### 23 mei
- In Nederland treedt de nieuwe Tweede Kamer aan.
- Paus Johannes Paulus II reist van Azerbeidzjan naar Bulgarije voor een vierdaags bezoek.
- Het conflict tussen India en Pakistan in Kashmir verhevigd. India beschuldigt Pakistan ervan de moslimrebellen actief te steunen. Islamabad ontkent een dergelijke steun. Beide landen beschikken over nucleaire wapens.

### 24 mei
- George W. Bush en Vladimir Poetin tekenen een ontwapeningsakkoord.
- Thomas Rupprath scherpt in Warendorf het Europees record op de 100 meter vlinderslag aan tot 51,88.
- Het songfestival wordt in Estland gehouden waarbij Nederland ontbreekt en België wel aanwezig is. Letland wint het festival met 176 punten en het nummer I Wanna van Marie N.

### 25 mei
- Boven de Straat van Taiwan valt een Boeing 747 van China Airlines tijdens de vlucht uit elkaar, waarbij alle 225 inzittenden omkomen.

### 26 mei
- De Nederlandse voetbalvereniging Sparta degradeert voor het eerst in haar geschiedenis.
- Zaligverklaring van Kamen Vitchev (1893-1952), Pavel Djidjov (1919-1952) en Josaphat Chichov (1884-1952), Bulgaarse priesters en martelaren, in Plovdiv door Paus Johannes Paulus II.
- De Mars Odyssey-missie vindt tekenen van water op de planeet Mars.

### 28 mei
- Bert De Graeve neemt ontslag als gedelegeerd bestuurder bij de VRT.
- VVD'er Frans Weisglas wordt met ruime meerderheid verkozen als voorzitter van de Tweede Kamer. Hij neemt de hamer over van Jeltje van Nieuwenhoven (PvdA).

### 29 mei
- De Binnenlandse Veiligheidsdienst (BVD) krijgt ruimere taken en bevoegdheden en wordt omgedoopt in Algemene Inlichtingen- en Veiligheidsdienst (AIVD).

### 30 mei
- Met een ceremonie wordt de berging van slachtoffers van de aanslagen op 11 september 2001 en het puin van het World Trade Center in New York officieel beëindigd. In totaal werd 1,5 miljoen ton puin verwijderd van Ground Zero, weggereden in meer dan 100.000 vrachtwagenritten. Er zijn meer dan 3,1 miljoen manuren nodig geweest om de rampplek leeg te ruimen. Ongeveer 3000 mensen waren bij de aanslagen om het leven gekomen.

## Overleden
← · januari · februari · maart · april · mei · juni · juli · augustus · september · oktober · november · december ·  →